# Apomecyna scorteccii
Apomecyna scorteccii är en skalbaggsart som beskrevs av Stefan von Breuning 1968. Apomecyna scorteccii ingår i släktet Apomecyna och familjen långhorningar. Inga underarter finns listade i Catalogue of Life.